# أودري هورن
أودري هورن  (بالإنجليزية: Audrey Horne)‏هي شخصية خيالية من مسلسل توين بيكس (Twin Peaks) وكانت من تأليف ديفيد لينش. لعبت دور هذه الشخصية الممثلة شيرلن فين. كان أول ظهور لها في الحلقة الأولى من السلسلة. هي ابنة بين هورن (الممثل ريتشارد بيمر) و سليفيا هورن وأخت جوني هورن (الممثل روبرت بور) والأخت غير الشقيقة لدونا هايوارد (الممثلة لارا فلين بويل). قصتها تركزت على اعجابها الشديد ببطل المسلسل ديل كوبر (الممثل كايل ماكلاشلان) وتسلسلها لل ون ايد جاك.